# Le Saulgy
Le Saulgy (toponimo francese) è una frazione del comune svizzero di Siviriez, nel Canton Friburgo (distretto della Glâne).

## Storia

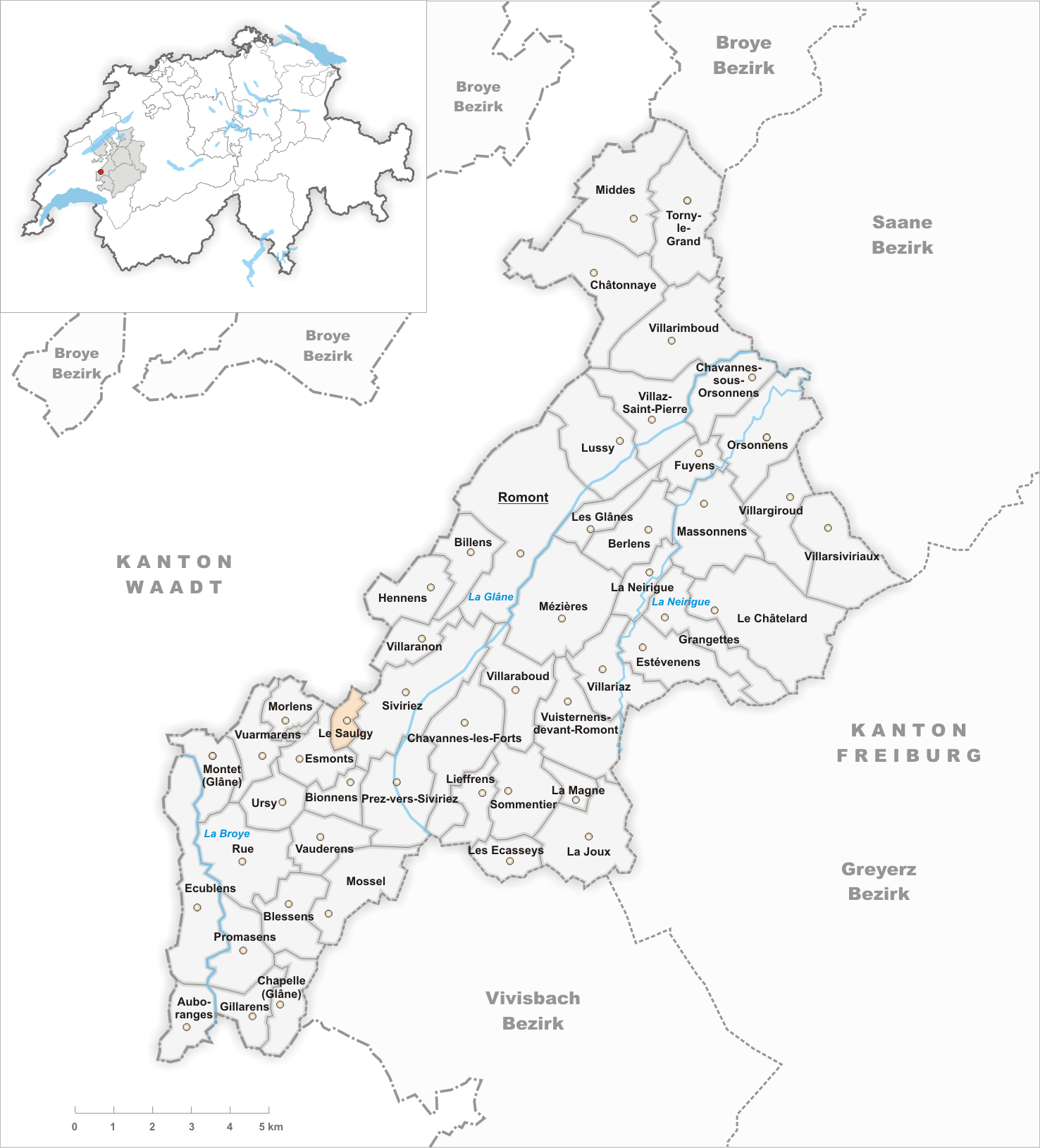
Il territorio del comune di Le Saulgy prima degli accorpamenti comunali del 1978

Già comune autonomo, nel 1978 è stato accorpato a Siviriez assieme all'altro comune soppresso di Villaranon.

## Società

### Evoluzione demografica
L'evoluzione demografica è riportata nella seguente tabella:
Abitanti censiti

## Amministrazione
Ogni famiglia originaria del luogo fa parte del comune patriziale che ha la responsabilità della manutenzione di ogni bene comune.